# Kasagawa Eita
Eita Kasagawa (sinh ngày 25 tháng 10 năm 1990) là một cầu thủ bóng đá người Nhật Bản.

## Sự nghiệp câu lạc bộ
Eita Kasagawa đã từng chơi cho Avispa Fukuoka.